# Nusu
Le nusu est une langue tibéto-birmane parlée en Chine dans la province de Yunnan. Ses locuteurs, au nombre de 7 500, font partie de la nationalité nu. C'est une langue à 4 tons.
Cette langue comporte des emprunts au lisu, au chinois et au birman.
Dialectes : nusu du nord (wawa-kongtong), nusu du sud (guike-puluo) et nusu central (zhizhiluo-laomudeng). Ces 3 dialectes ne sont pas entièrement intelligibles entre eux.